# Die letzte Nacht (1984)
Die letzte Nacht ist ein Drama von John Duigan aus dem Jahr 1984, das die Situation von vier Menschen in Sydney während eines Atomkriegs schildert.

## Handlung
Am Silvesterabend treffen sich die Freundinnen Sharon und Eva im Opernhaus von Sydney. Sharon, die hier arbeitet und ihre Freundin wollen zu einer Silvesterparty. Während des ganzen Tages gab es immer wieder Nachrichten über eine Krise in Europa, während im Hafen von Sydney Demonstrationen gegen die dort vor Anker liegenden, mit Atomraketen bewaffneten US-amerikanischen Schiffe stattfinden. Sharon und Eva kümmern sich allerdings nicht um solche Dinge, Europa ist fern und ihre privaten Probleme und Interessen haben Vorrang. Als sie sich auf den Weg zur Party machen wollen, wird das Radioprogramm unterbrochen und ein Reporter berichtet darüber, dass in Europa und Nordamerika Atomwaffen eingesetzt wurden. Auch auf US-amerikanische Stützpunkte in Australien wurden Atombomben abgeworfen. Die Menschen werden aufgefordert, dort zu bleiben, wo sie gerade sind und nicht aus dem Haus zu gehen. Zu den beiden Teenagern gesellen sich ein amerikanischer Soldat und ein Aufseher, der länger gearbeitet hat. Gemeinsam durchforschen die vier das leere Opernhaus, während sie über Gott und die Welt reden. Schließlich, um sich davon abzulenken, dass dies die letzte Nacht ihres Lebens sein könnte, spielen sie Strip-Poker.

## Kritik
„Ein mit Theatermitteln gestalteter eindringlicher Film, der die bedrückende Atmosphäre überzeugend wiedergibt; als ernsthafte Auseinandersetzung wie auch als Filmexperiment beachtlich.“

## Sonstiges
- Der Film arbeitet mit Rückblenden, um die Charaktere der Protagonisten auszuleuchten.

- Erwähnenswert ist auch die Einbindung eines Ausschnitts aus Fritz Langs Metropolis in die Handlung des Films.

## Auszeichnungen
Der Film wurde für den AFI Award des Australian Film Institute nominiert und errang den Caixa de Catalunya des Catalonian International Film Festivals in Sitges, Spanien.